# Cabo Polonio

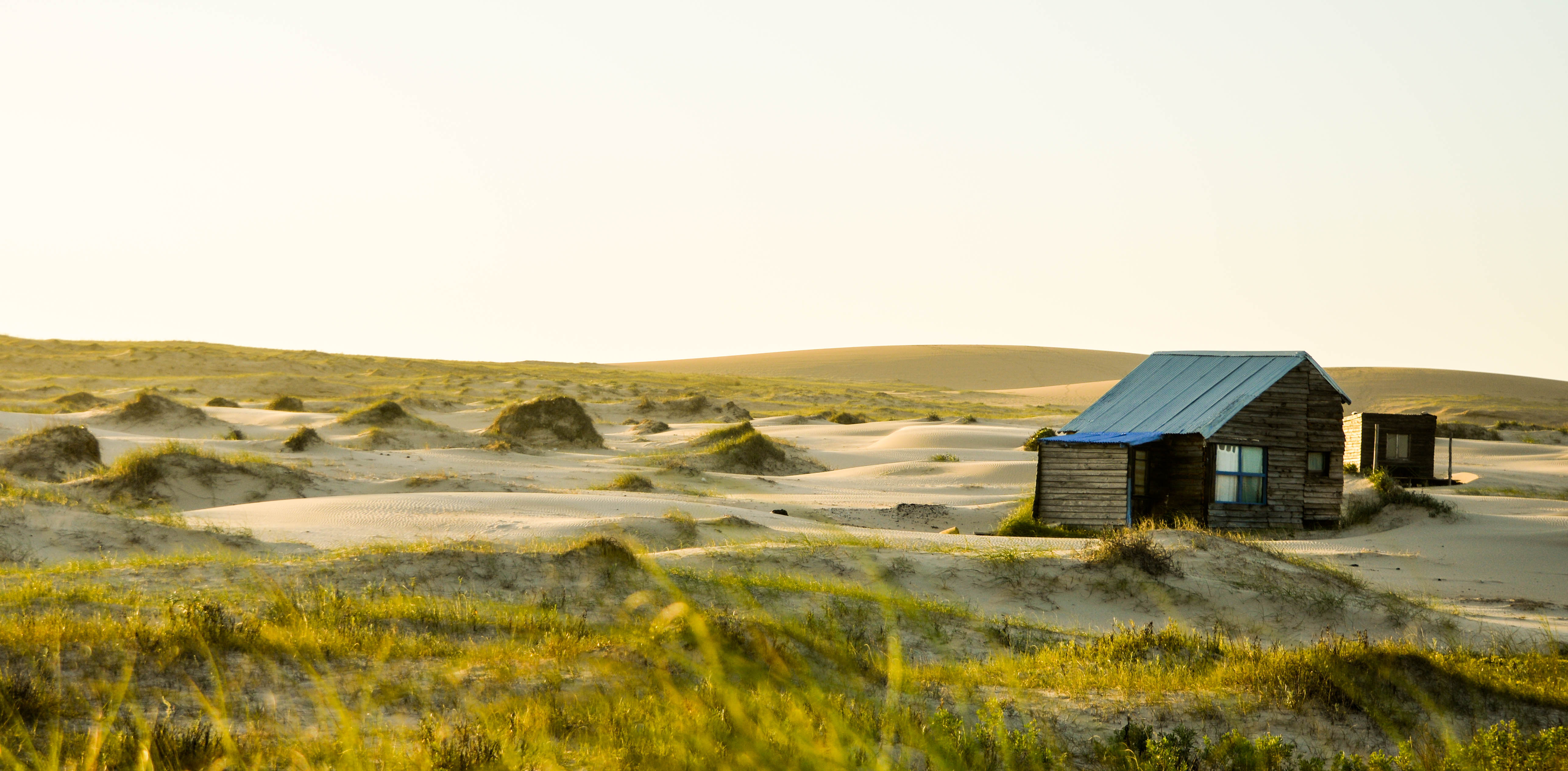
Rancho en Cabo Polonio

Cabo Polonio es un balneario ubicado en el municipio de Castillos del departamento de Rocha en Uruguay, y forma parte del Parque nacional Cabo Polonio. Se encuentra a escasa distancia del balneario Valizas, y tiene tres pequeñas islas frente a su costa conocidas como islas de Torres (isla Rasa, isla Encantada y El Islote). En las mismas se encuentra una importante reserva de lobos marinos, los cuales pueden ser vistos desde la costa o desde el Faro de Cabo Polonio, de referencia para los navegantes, fue construido e iluminado en marzo de 1881, contando con un alcance lumínico de 21,80 millas, y destellos lumínicos blancos cada 12 segundos. En 1976 el faro fue declarado monumento histórico.

## Características
Se ha establecido que el nombre «Polonio» proviene del naufragio de un barco que llevaba el mismo nombre, el 31 de enero de 1735. Otros, en cambio, afirman que se debió a otro hundimiento, pocos años más tarde, el 31 de enero de 1753. El barco se llamaba Nuestra Señora del Rosario, Señor de San José y las Ánimas.  
La población permanente es pequeña, conformada principalmente por pescadores, artesanos y el personal estable del faro. En temporada turística (diciembre - marzo) cuenta con varios restaurantes abiertos, posadas y casas para alquilar. Según el censo de 2023 asciende a 128 habitantes.

Las viviendas no cuentan con energía eléctrica, salvo los lugares con grupo electrógeno propio o el faro. Tampoco hay alumbrado público, lo cual es una de las características propias del lugar, que permite, en las noches despejadas, apreciar el cielo nocturno como en pocos lugares de la costa uruguaya.
Por decreto del 20 de julio de 2009 se declaró área natural protegida bajo la categoría "parque nacional" a Cabo Polonio y al espacio marino de 5 millas náuticas, incluyendo las Islas de Torres y las Islas de Castillo Grande. El Sistema Nacional de Áreas Naturales Protegidas fue establecido por la ley N.º 17.234 del 22 de febrero de 2000.
En el año 2018 se está discutiendo un nuevo plan de manejo para el balneario, con participación de todas las partes afectadas; el panorama no se presenta nada sencillo.

## Accesos
Para llegar a Cabo Polonio, desde Montevideo, es necesario viajar hasta el kilómetro 264 ½ de la ruta 10 , en el departamento de Rocha; en ese punto se encuentra la entrada al balneario. A dicha entrada se puede llegar en automóvil o a través de algunas de las líneas de transporte que hacen el viaje desde Montevideo. Una vez en la entrada las opciones son caminar 7 km entre dunas y bosque, o contratar transporte en alguno de los vehículos todo terreno que hacen la travesía hasta el Cabo Polonio. También existen carros tirados por caballos, que llevan hasta el Cabo Polonio, tanto desde su entrada en la ruta, como desde el cercano balneario de Valizas. 
Desde Valizas se puede realizar el "tour" más panorámico para llegar a pie al Cabo Polonio. Una caminata entre dunas por unos 8 a 10 km, de acuerdo a si se sigue la línea recta o se bordea el mar y que insume un tiempo de entre una y tres horas. Hace falta un buen estado físico y elegir la hora de sol más adecuada para emprender el camino, dado que se transita a pie a través de gigantescas dunas de hasta 30 m de altura, similares a un desierto circundando el océano.

## Galería

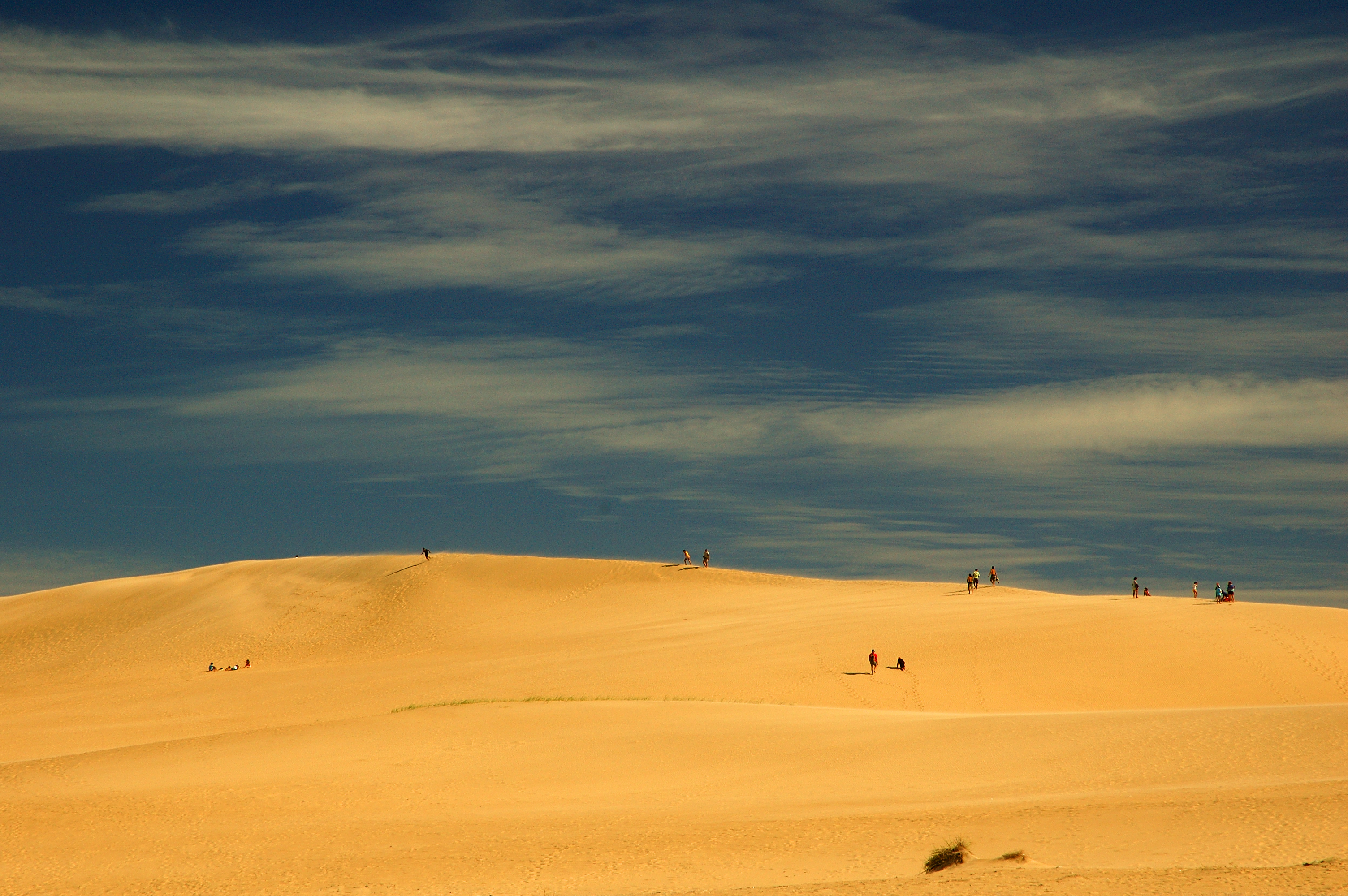
Dunas de arena que separan Valizas de Cabo Polonio (enero de 2006).
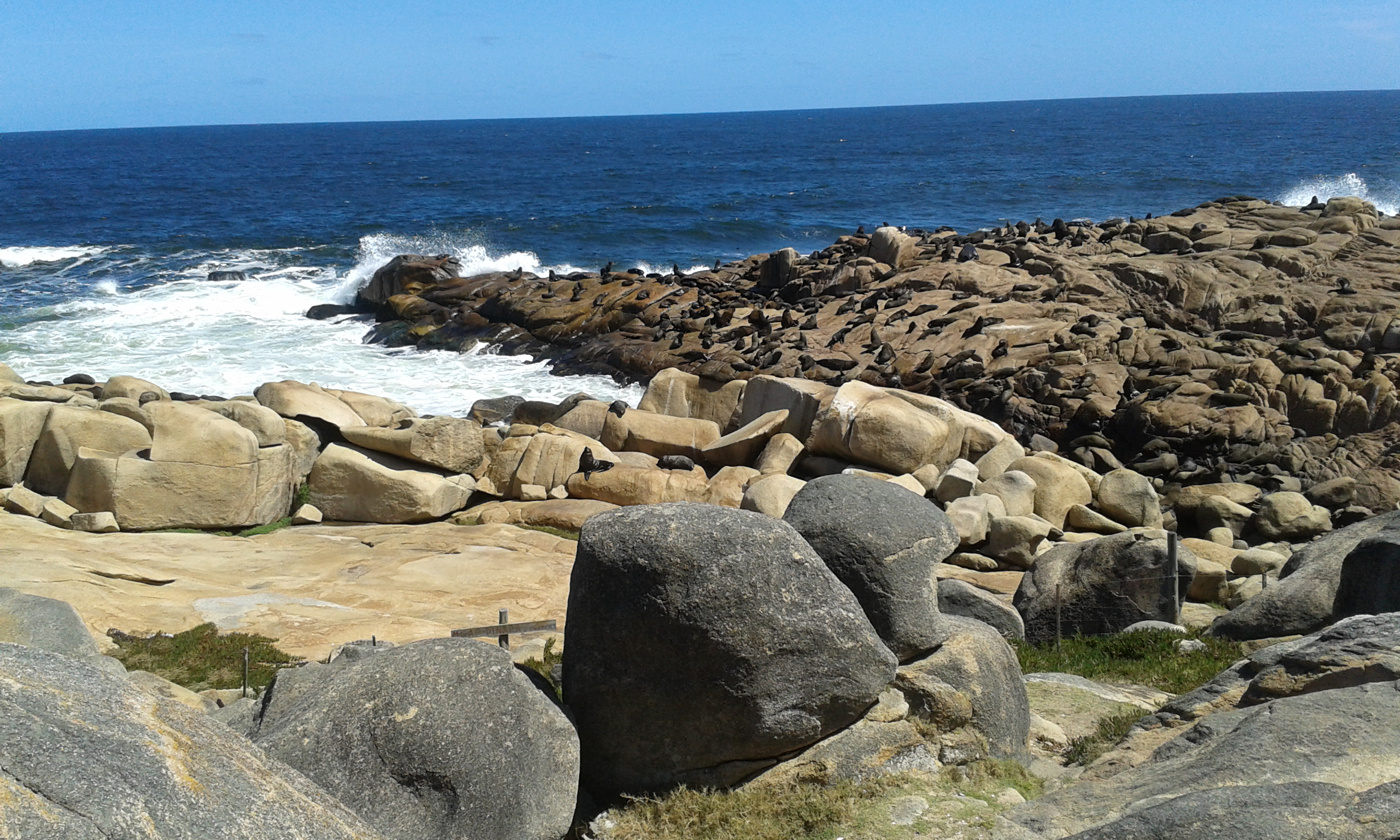
Reserva de lobos (enero de 2015).
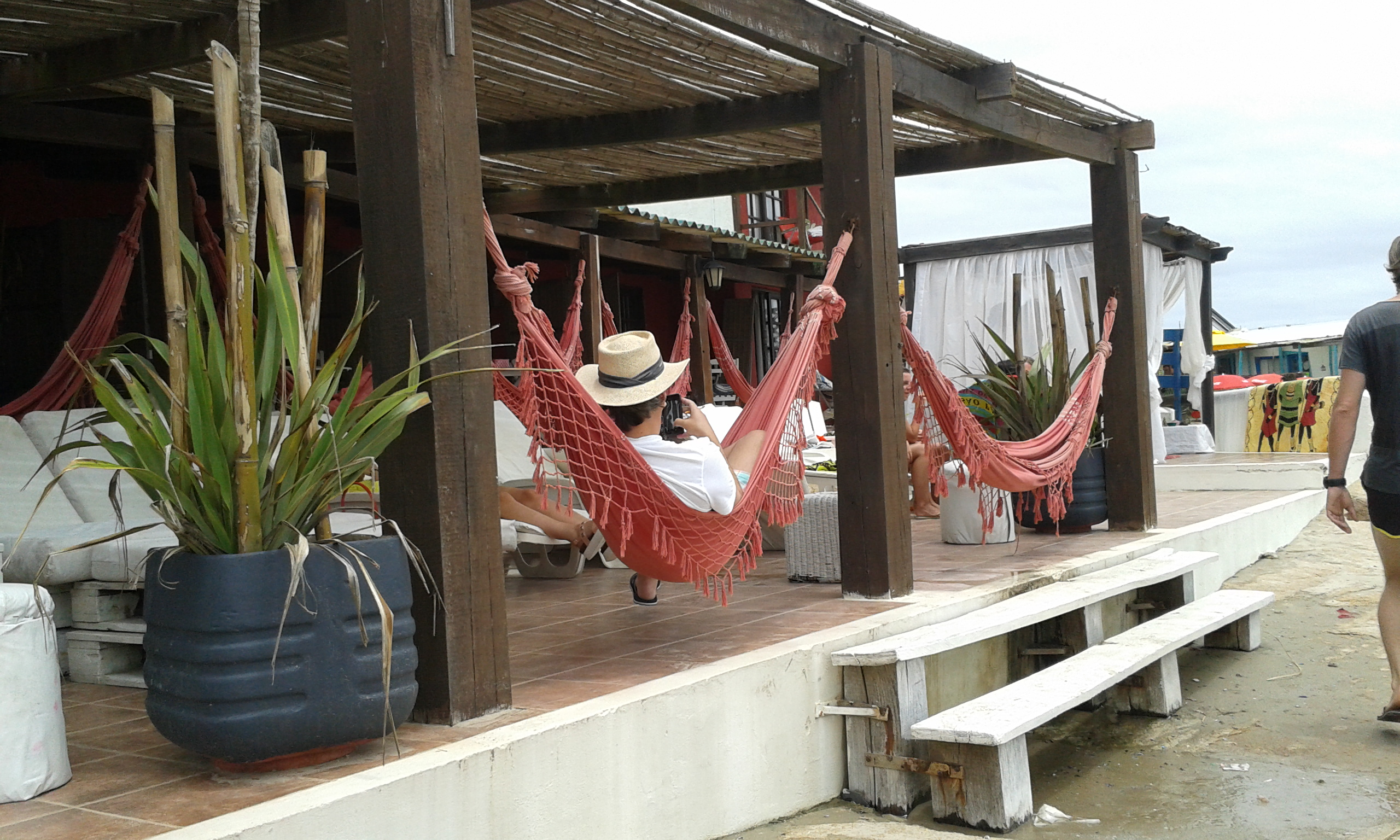
Áreas de descanso y relax[aclaración requerida] (enero de 2015).
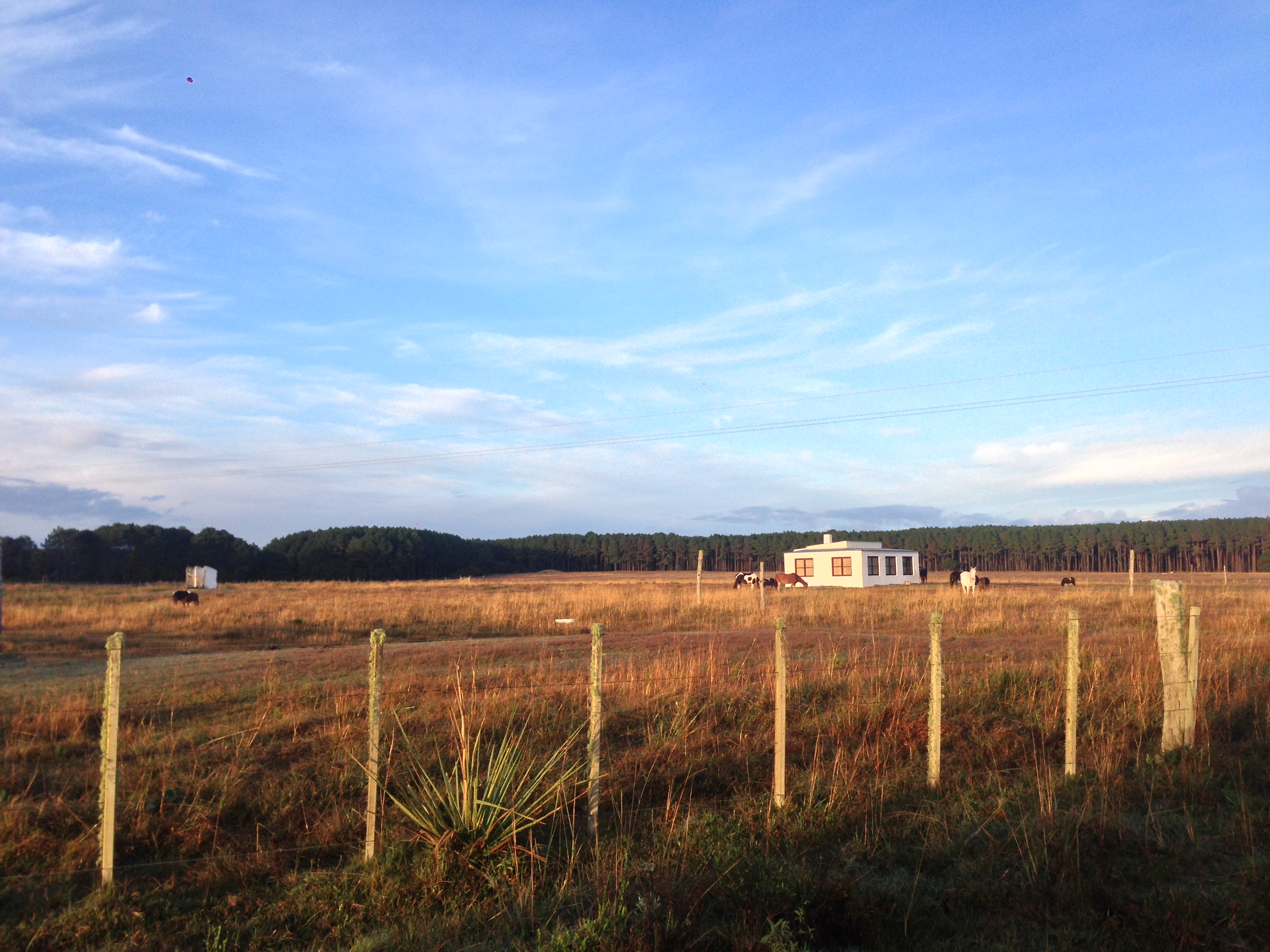
Camino a la reserva de lobos Marino.
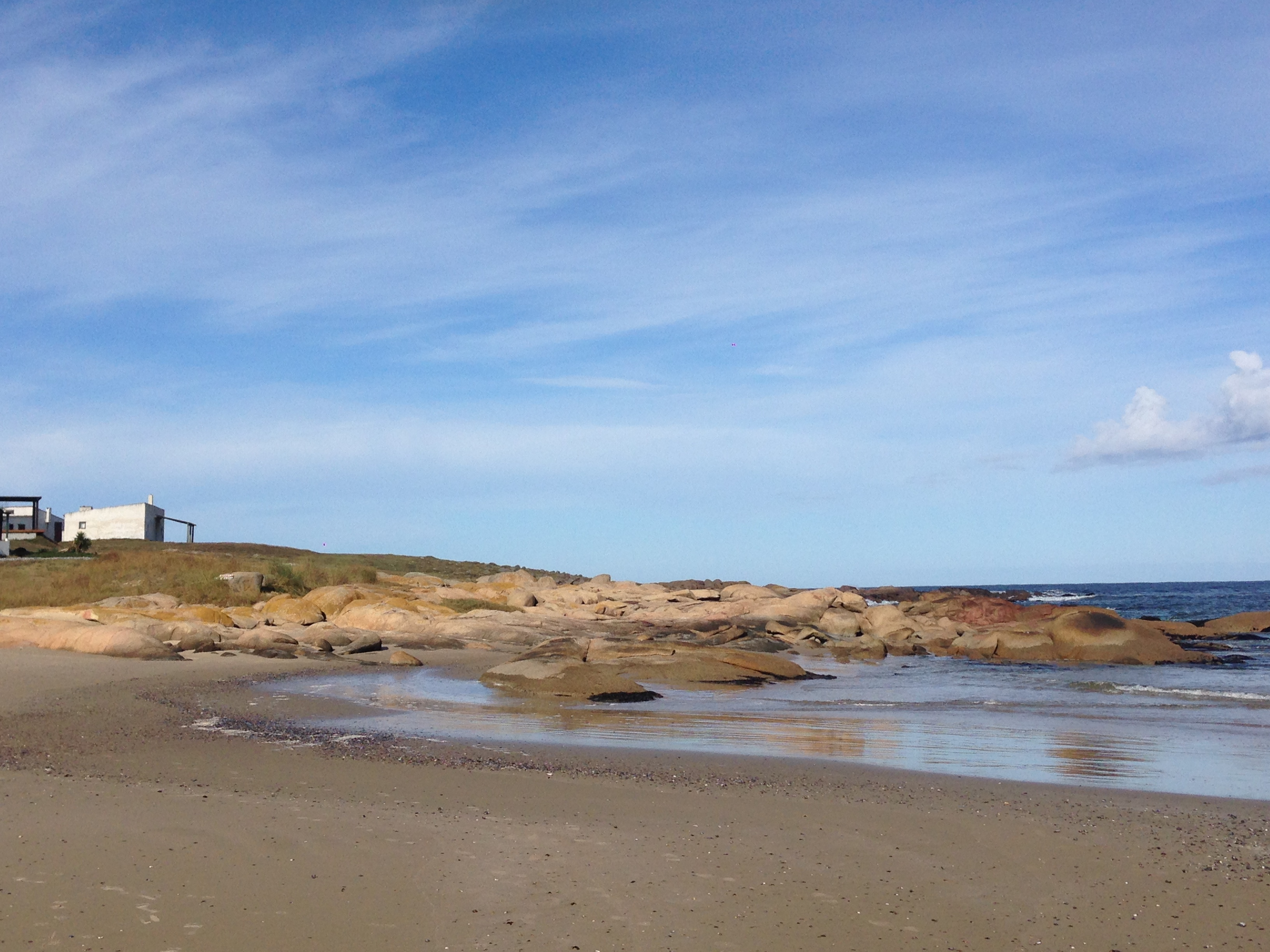
Costa Faro Cabo Polonio.
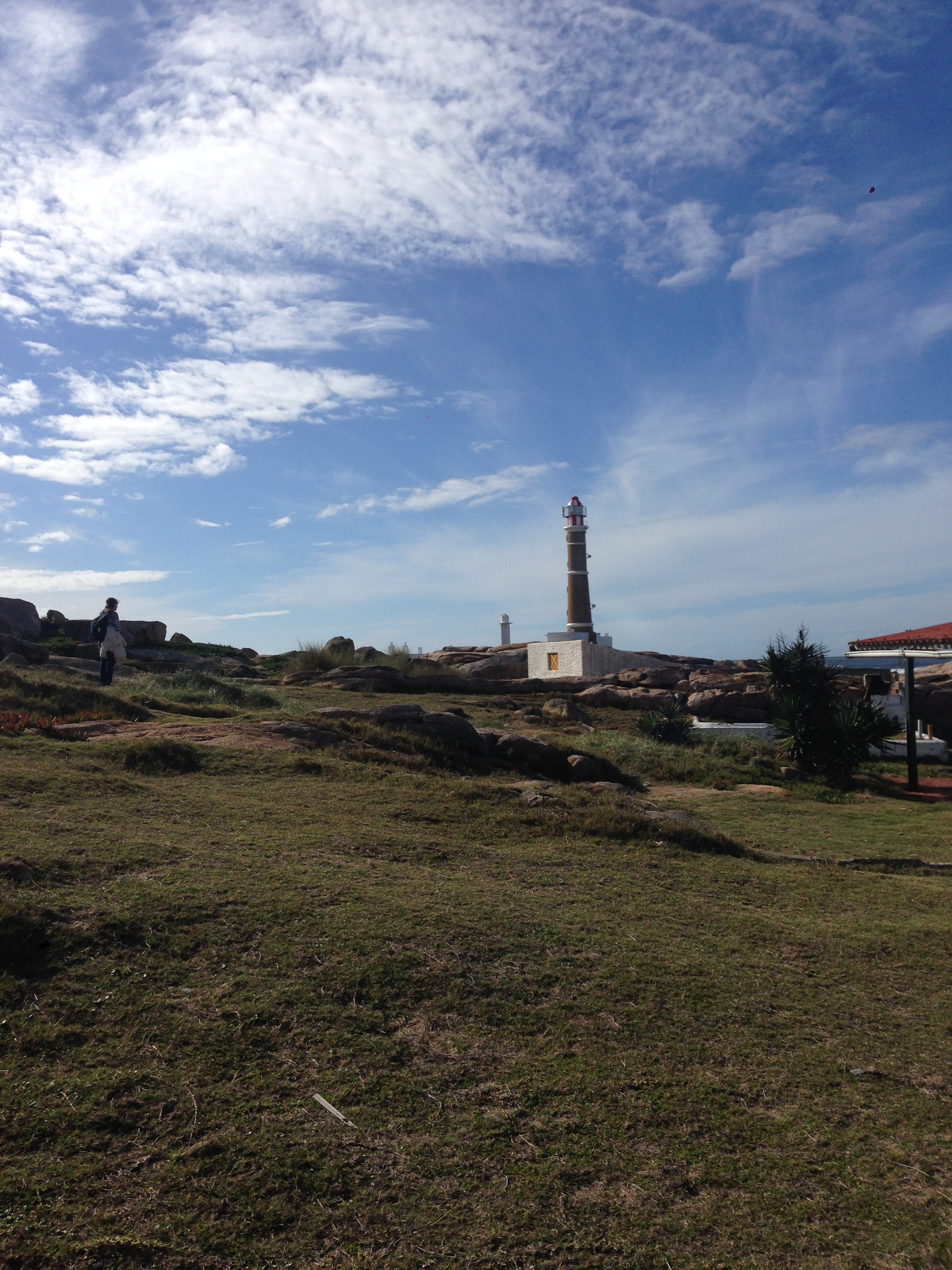
Faro de Cabo Polonio.
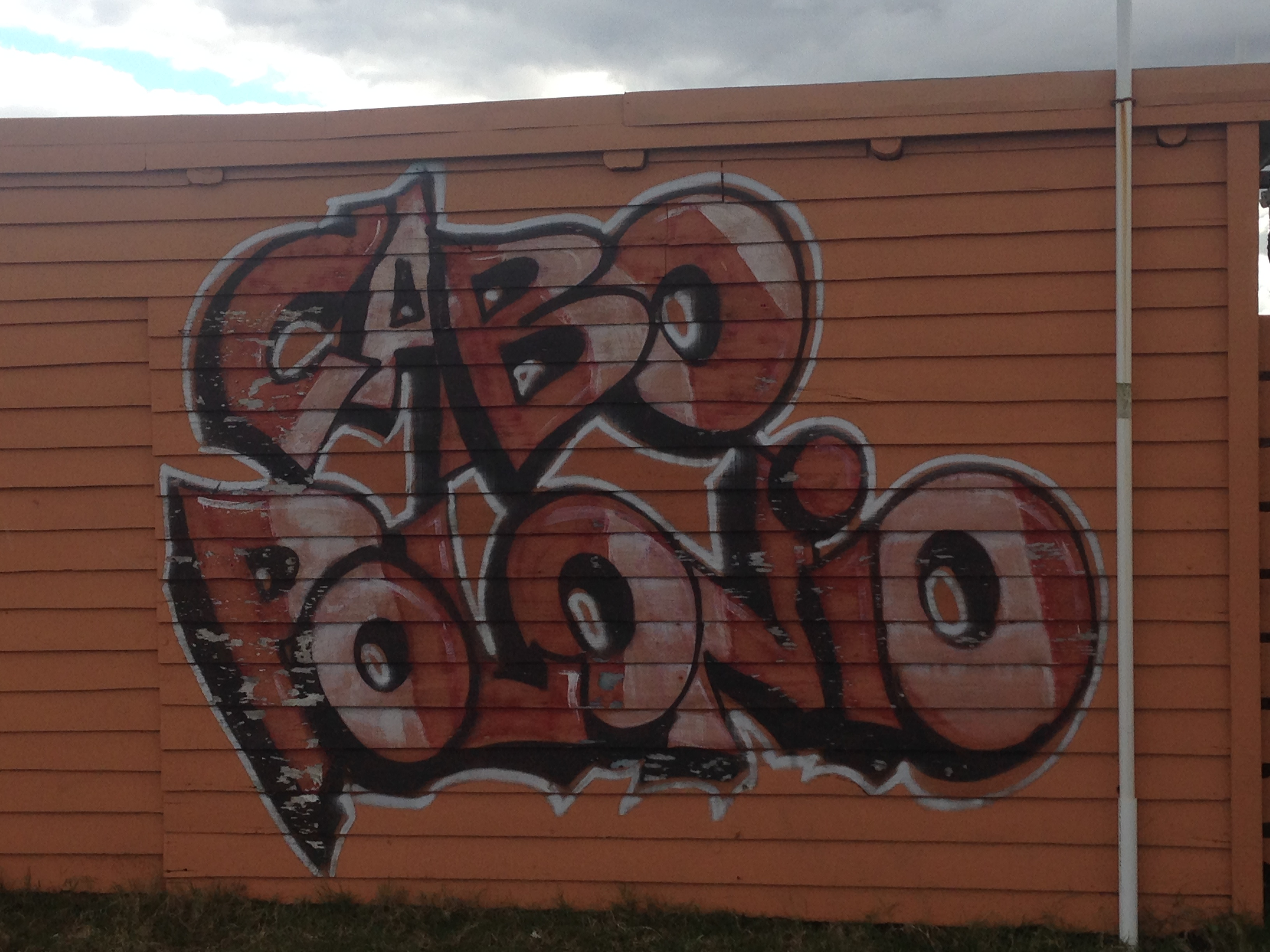
Entrada al pueblo.
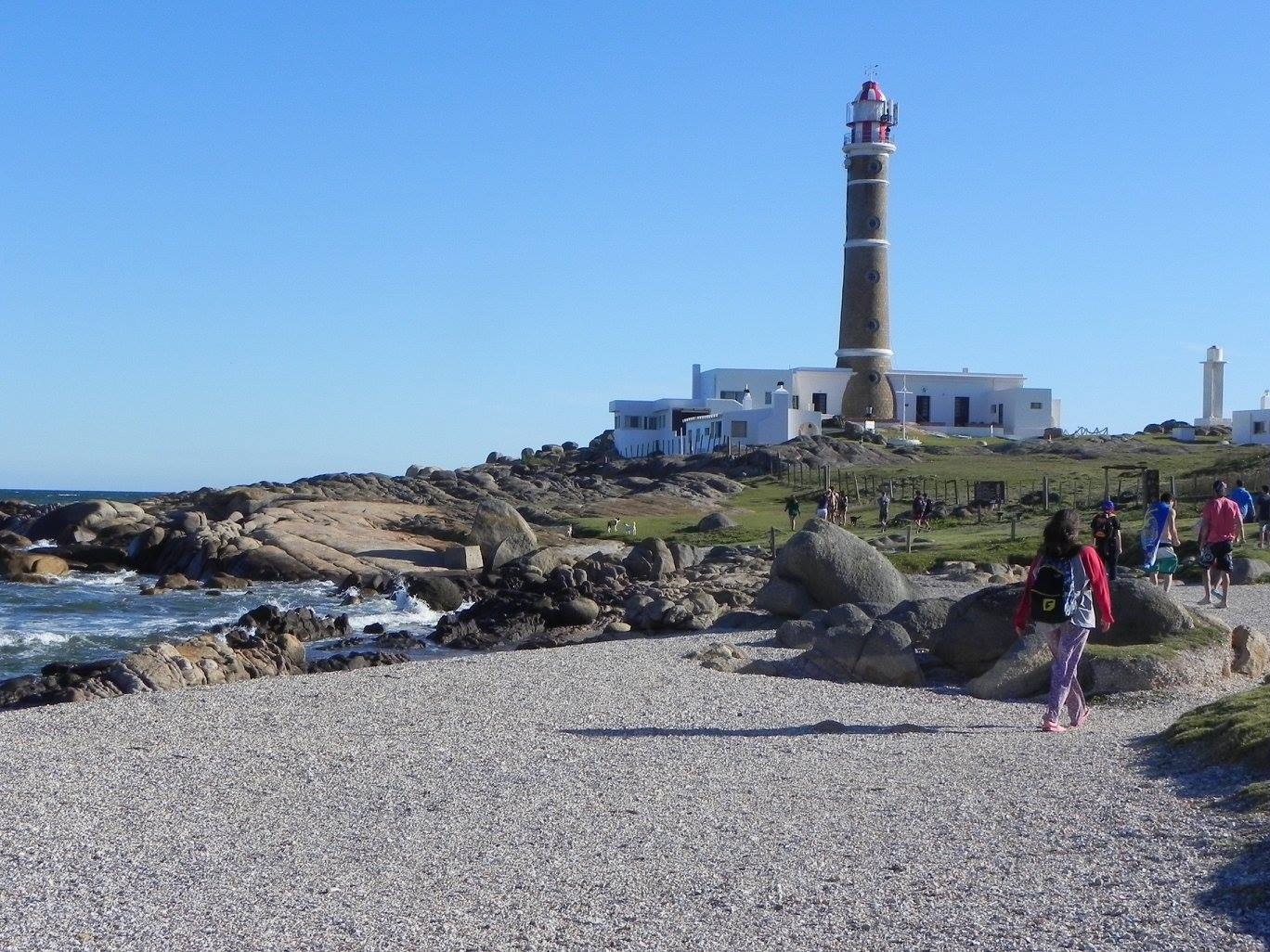
Caminata hasta el Faro
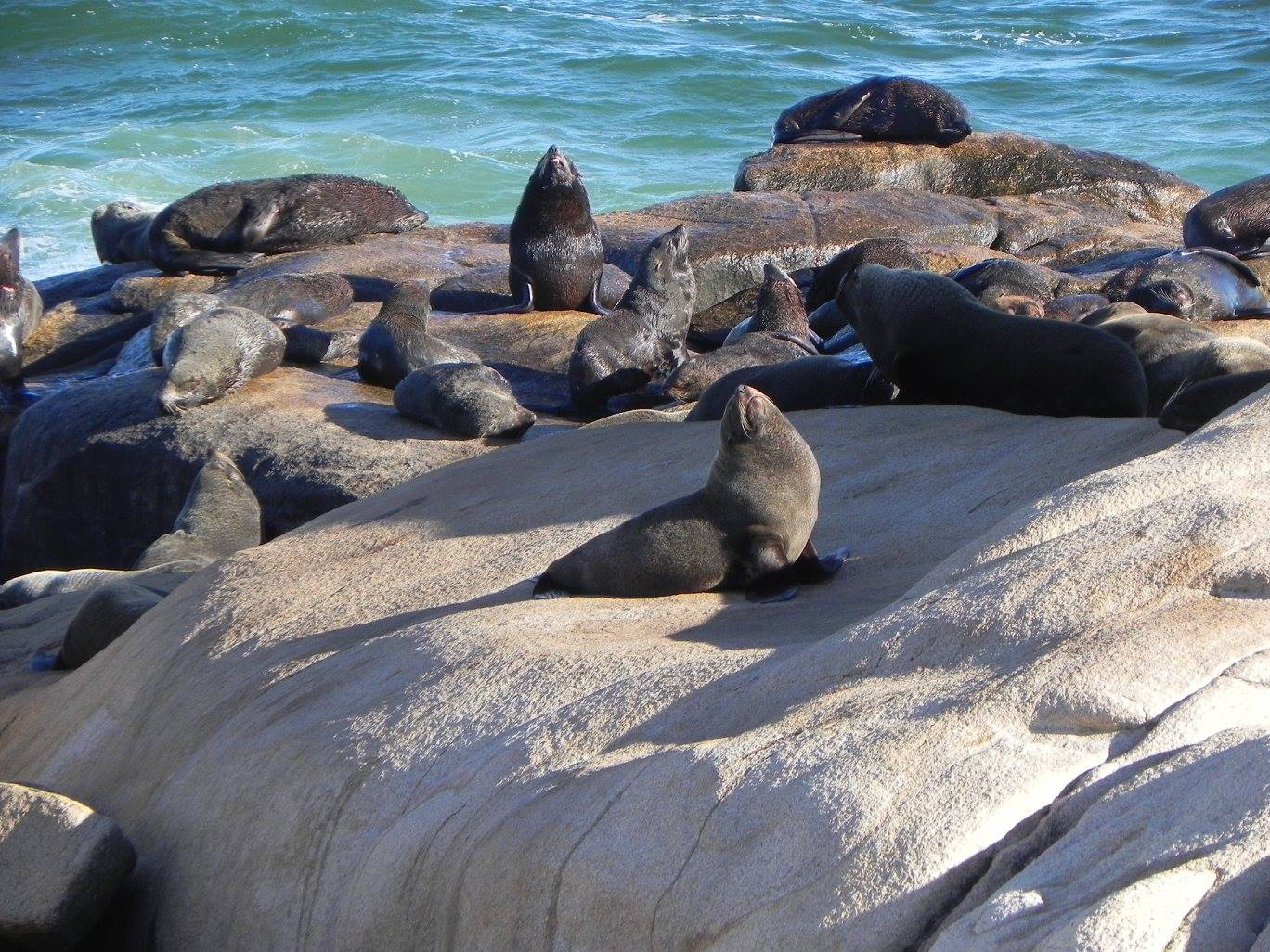
Reserva de Lobos Marino
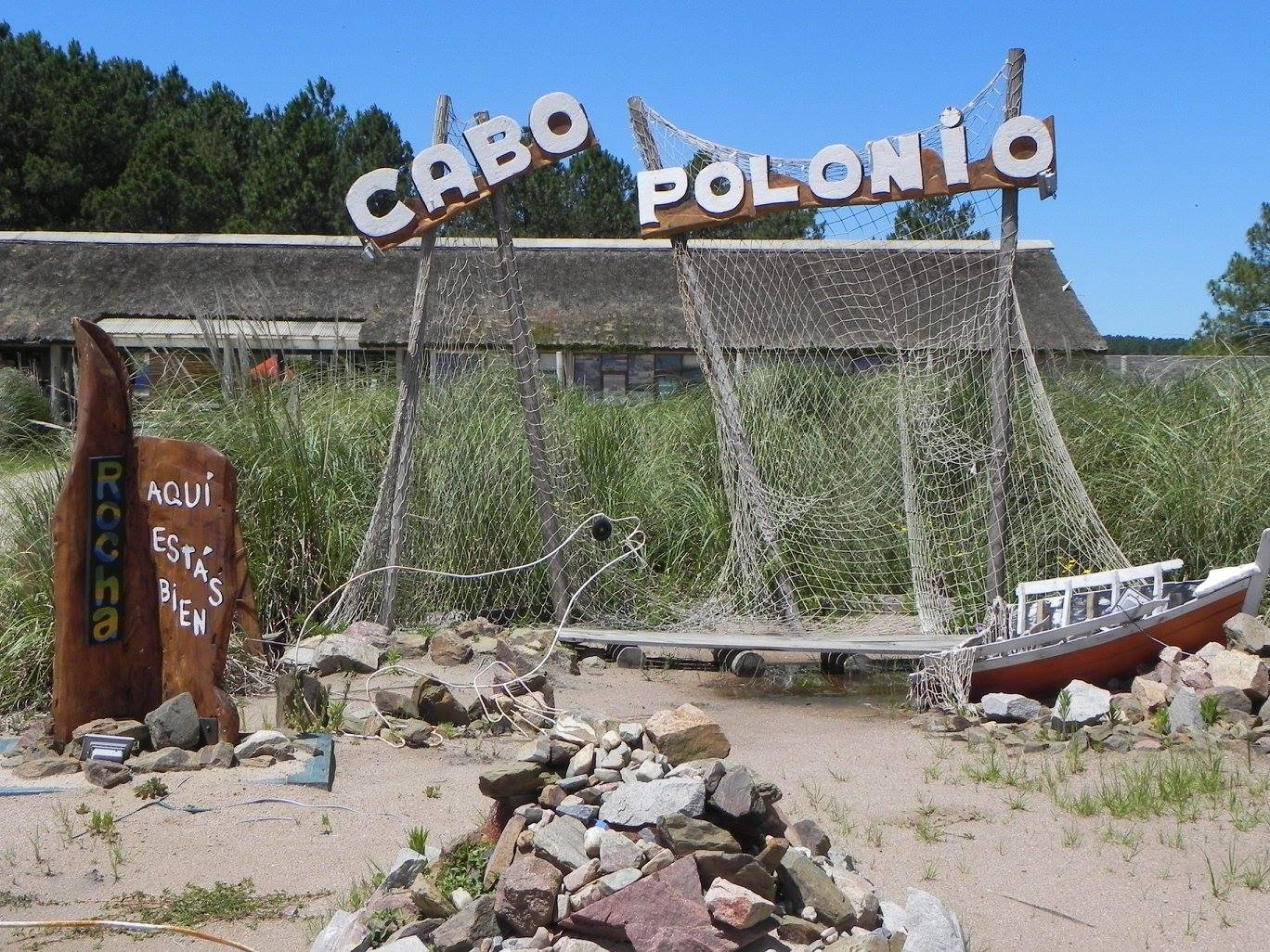
Entrada a Cabo Polonio después de una travesía por las dunas y playa
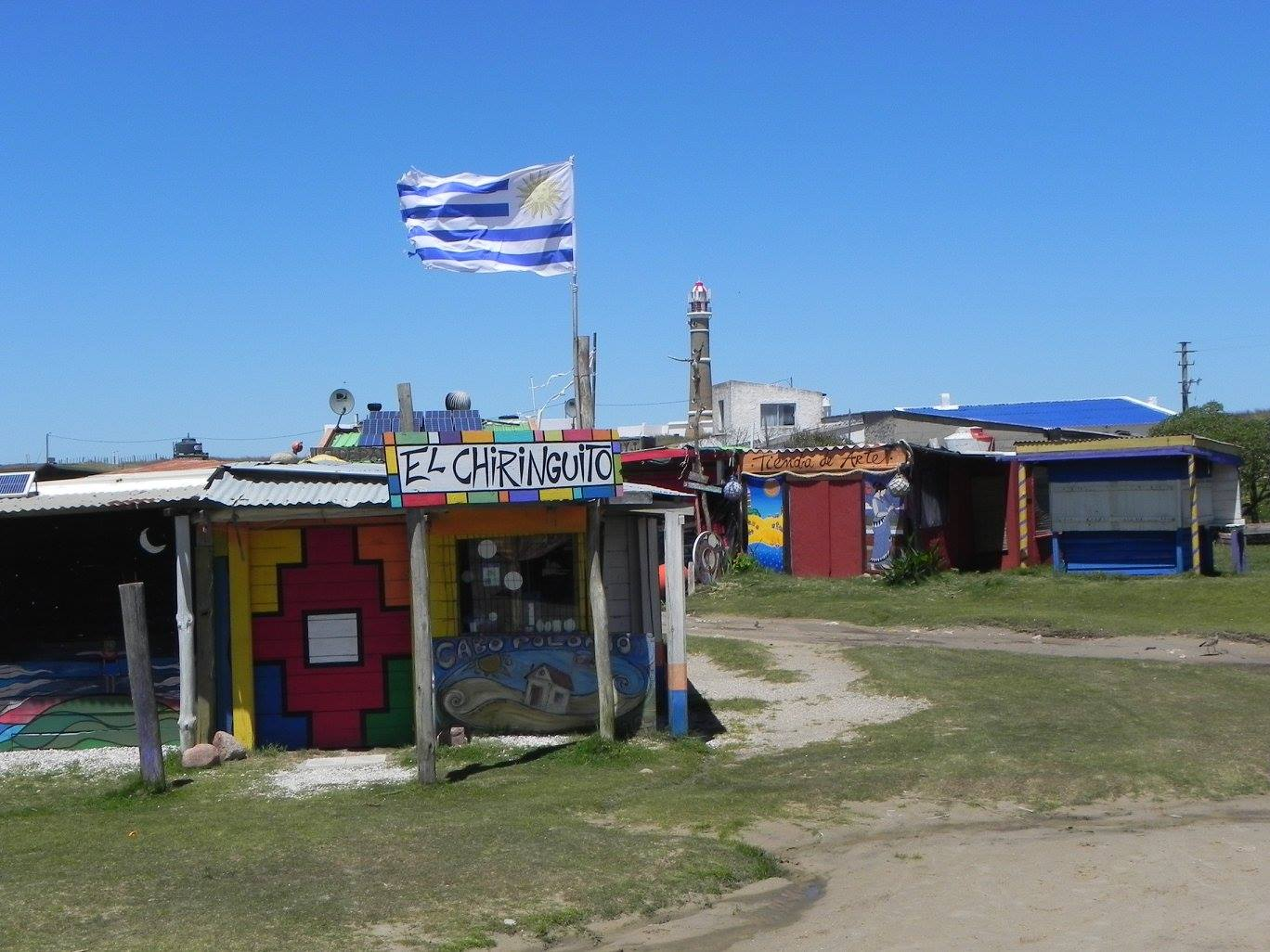
Lugares típicos para comprar

## Cabo Polonio en la música
El músico uruguayo Jorge Drexler le dedicó una canción al cabo Polonio. Según cuenta en sus conciertos antes de explicar el contexto de la canción 12 segundos de oscuridad, contenida en el álbum homónimo, el cabo Polonio es el único lugar del mundo que él conoce que no tiene luz eléctrica. Tanto los barcos como los lugareños que se acerquen a la zona del cabo, se deben orientar por la luz del faro.
El faro en cuestión tarda 24 segundos en hacer un giro completo a su foco de luz, de tal manera que hay intervalos de 12 segundos de luz/oscuridad. 
En noches profundas sin luna, los caminantes o barcos que estén por los contornos, deben esperar 12 segundos para que se vuelva a iluminar el lugar donde estén para orientarse.